# Alisha Boe
Alisha Boe (* 6. března 1997, Oslo, Norsko), rozená Alisha Bø, je norsko-somálská herečka, která se proslavila rolí Jessicy v seriálu 13 Reasons Why.

## Životopis
Narodila se v Norsku, její otec pochází ze Somálska a její matka z Norska. Ve třech letech se přestěhovali do New Yorku. S matkou se v sedmi letech přestěhovaly do Los Angeles, protože si její matka vzala Američana. Navštěvovala základní školu George Ellery Hale Middle School a střední školu El Camino Real High School. Později ze střední odešla, aby se mohla věnovat herectví.

## Kariéra
Svojí kariéru zahájila v roce 2008 s rolí Lisy v hororovém snímku Hra na utrpení. O rok později se objevila ve filmech He's On My Mind a Paranormal Activity 4. V roce 2014 si zahrála hostující role v seriálech Extant a Taková moderní rodinka. V listopadu 2014 si připojila k obsazení telenovely Tak jde čas. V roce 2017 si zahrála roli Jessicy v netflixovém seriálu 13 Reasons Why.

## Filmografie
| Rok  | Název                  | Role           | Poznámky            |
| ---- | ---------------------- | -------------- | ------------------- |
| 2008 | Hra na utrpení         | dítě Lisa      |                     |
| 2009 | He's On My Mind        | Laci           |                     |
| 2009 | Plastic Makes Perfect! | Brooke         | krátkometrážní film |
| 2012 | Paranormal Activity 4  | Tara           |                     |
| 2017 | 68 Kill                | Violet         |                     |
| 2017 | Gates of Darkness      | Alexa O'Connor |                     |
| 2018 | Binge                  | Jennifer       | krátkometrážní film |
| 2019 | Poms                   | Chloe          |                     |
| 2019 | Yes, God, Yes          | Nina           |                     |

| Rok        | Název                            | Role            | Poznámky                      |
| ---------- | -------------------------------- | --------------- | ----------------------------- |
| 2012       | Famílie                          | hezká dívka     | díl: „Everything Is Not Okay“ |
| 2013       | Trophy Wife                      | Chelsea Trassen | díl: „Pilot“                  |
| 2014       | Taková moderní rodinka           | Tracy McCoy     | díl: „And One to Grow On“     |
| 2014       | Extant                           | Brynn Hendy     | 2 díly                        |
| 2014–15    | Tak jde čas                      | Daphne          | vedlejší role, 15 dílů        |
| 2015–16    | Ray Donovan                      | Janet           | vedlejší role, 4 díly         |
| 2015       | Námořní vyšetřovací služba       | Farrah Meyers   | díl: „Viral“                  |
| 2015       | Casual                           | Becca           | 6 dílů                        |
| 2015–16    | Kriminálka: Oddělení kybernetiky | Grace Clarke    | vedlejší role, 3 díly         |
| 2016       | Vlčí mládě                       | Gwen            | vedlejší role, 3 díly         |
| 2017–dosud | 13 Reasons Why                   | Jessica Davis   | hlavní role                   |
| 2018       | Robot Chicken                    | Raina (hlas)    | díl: „No Wait, He Has a Cane“ |

| Rok  | Název skladby   | Umělec                  |
| ---- | --------------- | ----------------------- |
| 2018 | „Lost in Japan“ | Shawn Mendes feat. Zedd |